# Quintín Esquembre Sáez
Quintín Esquembre (Villena, Alt Vinalopó, 30 de març de 1885 - Madrid, 1965) fou un compositor valencià, guitarrista i violoncel·lista de l'Orquestra Nacional de Madrid.

## Biografia
Es coneix aquest compositor, sobretot, per la sarsuela Si vas a Calatayud i pel pasdoble La Entrada, encara que la seva feina compositiva se centrà més en el simfonisme i la música de cambra.
En moltes gravacions de banda de música es troba el seu pasdoble La Entrada. La va dedicar a les festes de moros i cristians de Villena. Els habitants d'aquesta ciutat li van demanar la composició d'un pasdoble que evoqués la conquesta de la ciutat alacantina als musulmans; i els villenencs especificaren que havia de ser una música de fàcil execució, ja que havia d'estar interpretat pels joves músics de la ciutat de Villena, que no eren professionals. El pasdoble fou estrenat el 5 de setembre de 1925, iniciant les festes de Moros i Cristians, commemorant la desfilada festera homónima "La Entrada", del dia 5. Avui en dia aquesta és una peça obligada en el repertori de les Bandes de música i fins i tot és molt interpretat per a amenitzar els esdeveniments taurins.
El 14 d'abril de 2016, l'Ajuntament de la seua població natal, Villena, el va anomenar a títol pòstum Fill Predilecte, en una cerimònia que va tenir lloc al Teatre Chapí.